# East Dean, West Sussex
East Dean är en ort och civil parish i Storbritannien.   Den ligger i grevskapet West Sussex och riksdelen England, i den södra delen av landet, 80 km sydväst om huvudstaden London. East Dean ligger 92 meter över havet och antalet invånare är 217.
Terrängen runt East Dean är platt åt sydväst, men åt nordost är den kuperad. Runt East Dean är det tätbefolkat, med 591 invånare per kvadratkilometer. Närmaste större samhälle är Bognor Regis, 14,5 km söder om East Dean. Trakten runt East Dean består till största delen av jordbruksmark.